# Aeroportul Asosa
Aeroportul Asosa (IATA: ASO, ICAO: HASO) este un aeroport din Etiopia ce deservește zona Asosa. A fost numit după zona deservită.
Situat la o altitudine de 1.561 m, aeroportul dispune de o singură pistă.